# Oswald Avery
Oswald Theodore Avery (21. října 1877 Halifax, Kanada – 2. února 1955) byl americký lékař a vědec kanadského původu. Většinu profesního života strávil v Rockefeller University Hospital v New Yorku. Avery byl jedním z prvních molekulárních biologů vůbec a věnoval se i imunologii, nicméně nejznámější je jeho podíl na Averyho–MacLeodově–McCartyho experimentu v roce 1944 (se spolupracovníky MacLeodem a McCartym). Tento experiment představuje důkaz, že genetickým materiálem je DNA.
Arne Tiselius (laureát Nobelovy ceny) prohlásil, že Osvald Avery je nejzasloužilejším vědcem, který kdy nebyl oceněn Nobelovou cenou.